# Landelles-et-Coupigny
Landelles-et-Coupigny là một xã của Pháp nằm trong département Calvados và vùng Normandie.

## Dân số
Trong vòng một thế kỷ rưỡi, Landelles-et-Coupigny đã giảm mất một nửa số dân vì vào năm 1850, ở đây có 1640 dân, đến năm 1999 chỉ còn 838 người.
| Năm | 1962  | 1968  | 1975 | 1982 | 1990 | 1999 |
| --- | ----- | ----- | ---- | ---- | ---- | ---- |
| Dân số | 1 140 | 1 008 | 903  | 875  | 802  | 838  |
| From the year 1962 on: No double counting—residents of multiple communes (e.g. students and military personnel) are counted only once. |       |       |      |      |      |      |